# Montlaux
Montlaux település Franciaországban, Alpes-de-Haute-Provence megyében. Lakosainak száma 211 fő (2022. január 1.). Montlaux Cruis, Mallefougasse-Augès, Peyruis, Revest-Saint-Martin, Saint-Étienne-les-Orgues és Sigonce községekkel határos.

## Népesség
A település népességének változása:
| Lakosok száma | 87   | 118  | 117  | 133  | 140  | 143  | 195  | 203  | 207  | 211  |
|               | 1968 | 1982 | 1990 | 2006 | 2013 | 2015 | 2017 | 2019 | 2020 | 2022 |